# Kelly Hall Tarn
Der Kelly Hall Tarn ist ein See im Lake District, Cumbria, England.
Der See liegt südlich des Ortes Torver und westlich von Coniston Water. Der See hat einen unbenannten Zufluss aus Süden und einen unbenannten Zufluss aus Norden. Ein Abfluss ist nicht erkennbar.